# Maurice Kummer
Maurice Franz Karel Paul Kummer (Heerlen, 12 februari 1972) is kunstenaar en schrijver van literaire romans en verhalen. Romans van zijn hand zijn Zuur vlees (2004), Moro-reflex (2005), Sprank (2007) en Bokkensprongen (2009); alle vier uitgegeven bij uitgeverij TIC (Maastricht). De laatste jaren hield hij zich vooral bezig met het schilderen van portretten van vrouwen. Inmiddels maakt hij ook sculpturen en assemblages met hout en natuurlijke materialen.

## Biografie
Kummer werd geboren in Heerlen als zoon van een Nederlandse moeder en een Oostenrijkse vader. Hij groeide op in Wijlre en Gulpen. Later vertrok hij naar Tilburg, waar hij cum laude afstudeerde in Taal- en Cultuurstudies aan de toenmalige KUB. Tegenwoordig woont en werkt Kummer in Giesbeek.
Al tijdens zijn studie publiceerde Kummer in diverse bladen en literaire tijdschriften. Na zijn studie verscheen het wetenschapsfilosofische boekje Tijdelijke literatuur - interpreteren volgens Heidegger. Met literaire verhalen won hij diverse prijzen. Ook schreef hij een jaar lang columns in het dagblad Metro. Na publicatie van het persoonlijke verhaal Nieuwe schoenen in de Querido-bundel Nieuwe verhalen van nieuwe schrijvers in 2001 stapte Kummer over naar de kleinere landelijke uitgeverij TIC.

## Ontvangst
Kummers boeken verschijnen in een bescheiden oplage maar worden telkens goed ontvangen door de pers. Zo werd zijn romandebuut Zuur vlees genomineerd voor de Schaduwprijs voor het beste spannende debuut van het jaar. Ook besteden regionale radio- en televisiezenders regelmatig aandacht aan Kummers werk. Omdat Kummer zich vrij lijkt te bewegen tussen experimentele literatuur en thrillerthematiek is zijn werk nooit helemaal het een of het ander en dus voor sommigen controversieel. Thrillerrecensenten zijn dan ook meestal minder lovend over zijn boeken. Lezers reageren daar op diverse forums telkens op door het werk juist positief te waarderen. Exemplarisch voor deze polemiek is de herhaalde discussie op crimezone.nl

## Schilderkunst
Kummer was een van de deelnemers van het tv-programma De nieuwe Vermeer dat op zondag 26 maart 2023 werd uitgezonden op NPO1. Hoewel zijn schilderij van Jupiter, Venus en Mercurius door de jury geroemd werd, werd het niet gekozen tot winnend schilderij.